# مجموعة الخليلي للحج

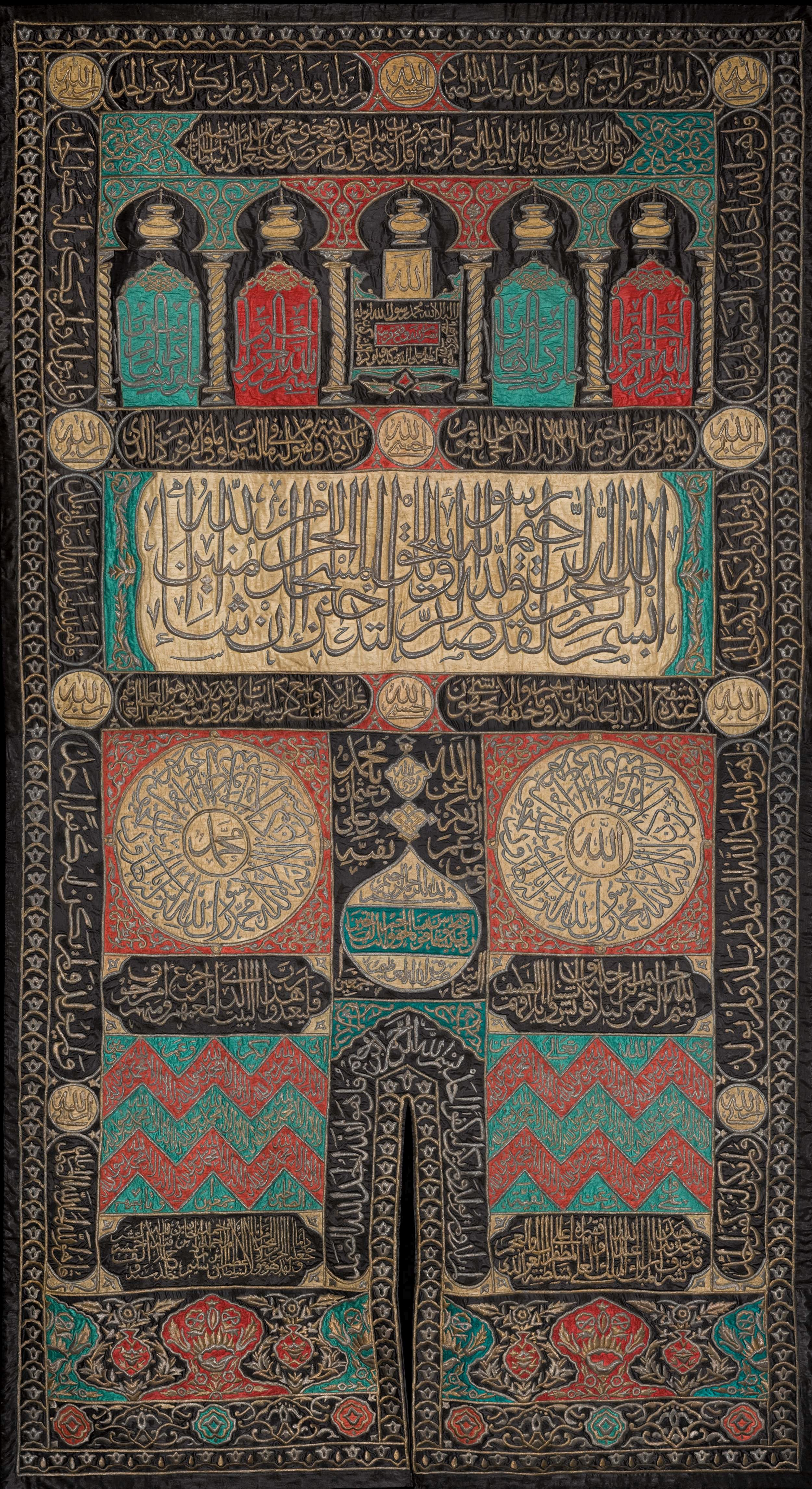
ستارة لباب الكعبة ، القاهرة ، مصر، 1015 هـ (1606 م)

مجموعة الخليلي للحج مجموعة من المقتنيات المتنوعة للفن الإسلامي تتكون من حوالي 4500 قطعة تتعلق بالحج إلى مكة المكرمة، وهي واحده من ثماني مجموعات تم تجميعها وحفظها ونشرها وعرضها من قبل الباحث البريطاني-الإيراني وجامع التحف وفاعل الخير ناصر خليلي. تعتبر كل مجموعة من أهم المجموعات في مجالها. تشمل المنسوجات التي تضمها المجموعة البالغ عددها 300 ستائر مطرزة من الكعبة ومقام إبراهيم والمسجد النبوي وغيرها من الأماكن المقدسة، بالإضافة إلى المنسوجات التي كانت تشكل جزءًا من قوافل الحج القادمة من مصر أو سوريا، كما أنه يحتوي على مخطوطات مزخرفة تصور شعائر الحج، بالإضافة إلى الصور الفوتوغرافية والقطع الفنية والأشياء التذكارية المتعلقة بالحج والأماكن المقدسة في مكة المكرمة والمدينة المنورة.
تم عرض جزء من المجموعة في المتحف البريطاني في عام 2012 وأعارت أشياء للعرض في بلدان أخرى. وُثّق في كتالوج من عشرة مجلدات من المقرر نشره في عام 2021. إلى جانب متحف قصر طوب قابي، تم وصفه بأنه «أكبر وأهم مجموعة من الأشياء المتعلقة بالتاريخ الثقافي للحج».

## المجموعة
قام الجامع البريطاني الإيراني ناصر خليلي بتجميع وحفظ ونشر وعرض ثماني مجموعات فنية، بما في ذلك أكبر مجموعة خاصة من الفن الإسلامي. وصفت باتريشيا سكوتلاند، الأمينة العامة لكومنولث الأمم، مجموعة خليلي بأنها، إلى جانب متحف قصر طوب قابي في إسطنبول، «أكبر وأهم مجموعة من الأشياء المتعلقة بالتاريخ الثقافي للحج». ووصفتها البارونة عاموس، مديرة مدرسة الدراسات الشرقية والأفريقية في لندن، بأنها «أكبر مجموعة من الأشياء المتعلقة بمكة والحج».
تم توثيق مجموعة الحج في سلسلة من عشرة مجلدات من المقرر نشرها في عام 2021. تتراوح أغراضها من القرن الثامن إلى القرن العشرين ومن المغرب في الغرب إلى الصين في الشرق.

## عناصر في المجموعة

### المنسوجات
تضم المجموعة أكثر من 300 قطعة قماش مصنوعة للأماكن المقدسة، من بينها بعض العناصر الفريدة. بالإضافة إلى المنسوجات نفسها، تحتوي المجموعة على مواد أرشيفية بما في ذلك دفاتر الأستاذ والصور الفوتوغرافية من ورش عمل القاهرة حيث يتم إنتاج المنسوجات لمكة المكرمة والمدينة.
المحمل هو محفة يركبها عدد قليل من الرُكاب، وعادة ما تُحمل على جمل بين قافلة من الحجاج. وهي تحمل اسم الحاكم العثماني، والذي يرمز إلى حمايته للأماكن المقدسة. تحتوي المجموعة على سبع أغطية من المحمل، كانت ستنطلق من مصر أو سوريا؛ تم صنع أقدمها في القرن السابع عشر في إسطنبول بناءً على طلب محمد الرابع. يبلغ ارتفاعها 355 سم (140 بوصة)، حريرها مطرز بالفضة والأسلاك الفضية المذهبة. أحدث غطاء محمل يعود إلى نهاية القرن التاسع عشر يحمل اسم عبد الحميد الثاني.
تشمل المنسوجات الأخرى أغطية تُستخدم في الكعبة أو المسجد النبوي في المدينة أو في قبر النبي. كان بعضها بمثابة حقائب لمفتاح الكعبة المشرفة. كسوة للكعبة المُشرفة، يتم استبدالها سنويًا، بالكسوة والستارة المزخرفة التي تغطي بابها بالستارة، ارتفاعها 499 سم (196 بوصة)، يعود تاريخها إلى عام 1606. صنعت في القاهرة، بتكليف من أحمد الأول. البعض الآخر، مطرزة بالمثل بآيات متعددة من القرآن الكريم، بتكليف من عبد المجيد الأول  ومحمود الثاني. للباب الداخلي للكعبة، باب التوبة، غطاء نسيجي خاص به، تم صنعه بالمثل في القاهرة واستبداله سنويًا. تحتوي المجموعة على أمثلة من القرن التاسع عشر وأوائل القرن العشرين.
مقام إبراهيم هو حجر مربع صغير في المسجد الحرام يحمل، وفقًا للتقاليد الإسلامية، أثر إبراهيم عليه السلام. كان يتم إيواؤه في مبنى له كسوة خاصة به (غطاء نسيج) مصنوع في القاهرة ويتم استبداله كل عام، كما يحدث الآن في الكعبة المشرفة. تتضمن المجموعة قسمًا من كسوة المقام، أواخر القرن التاسع عشر، بارتفاع 200 سم (79 بوصة)، من الحرير الأسود مع تطريز بالأسلاك الفضية والذهبية. 

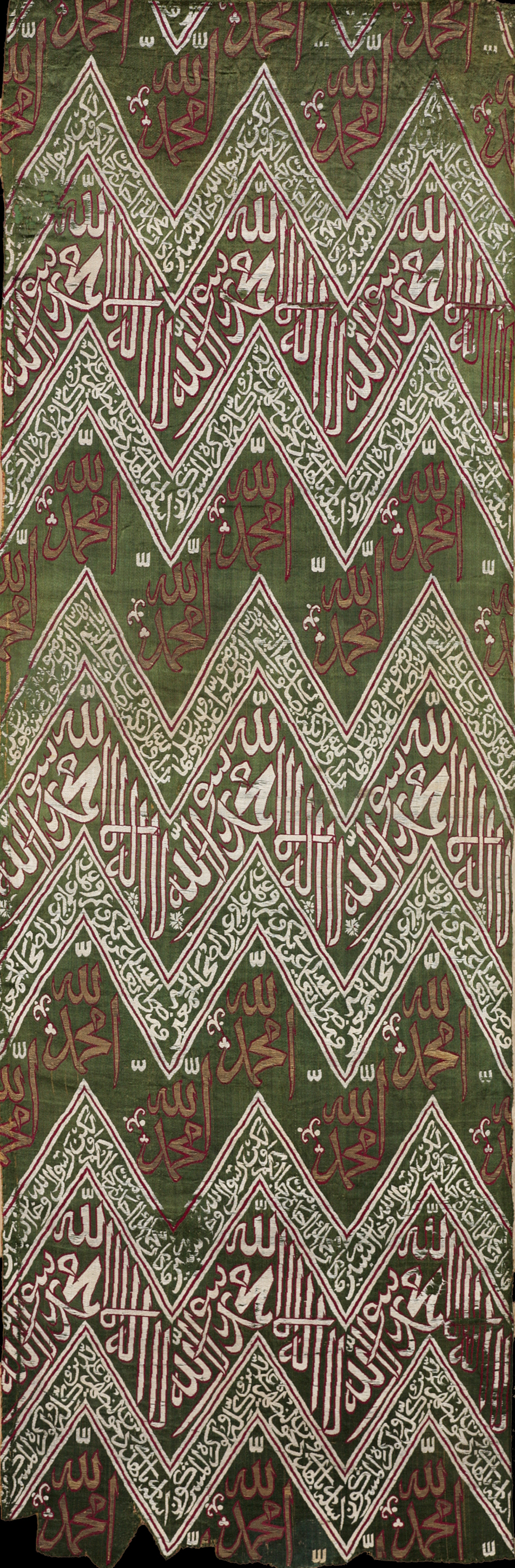
قسم من ستار القبر النبوي الشريف أواخر القرن السابع عشر أو أوائل القرن الثامن عشر
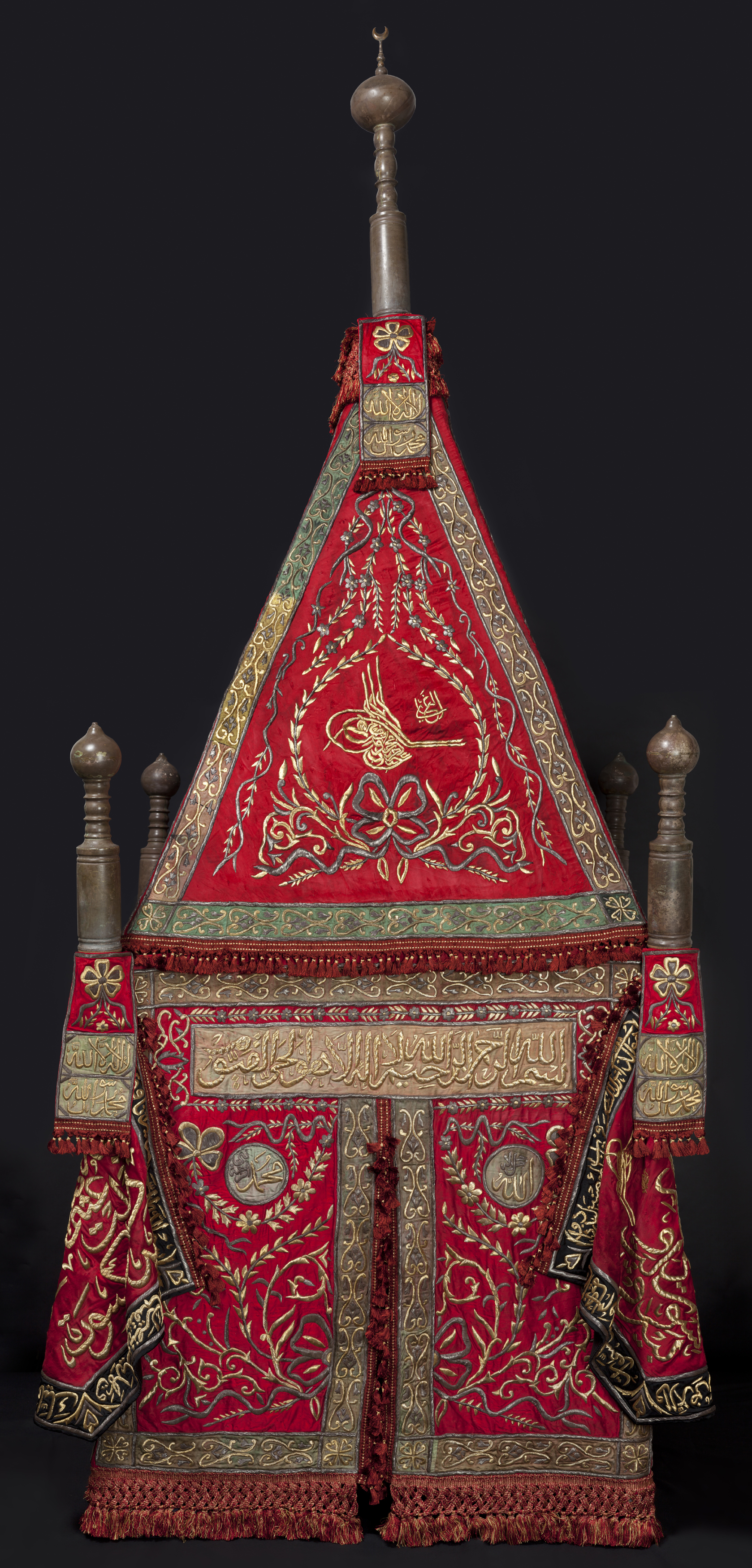
غطاء محمل ولافتات بالحرير الأحمر. القاهرة، 1867-76
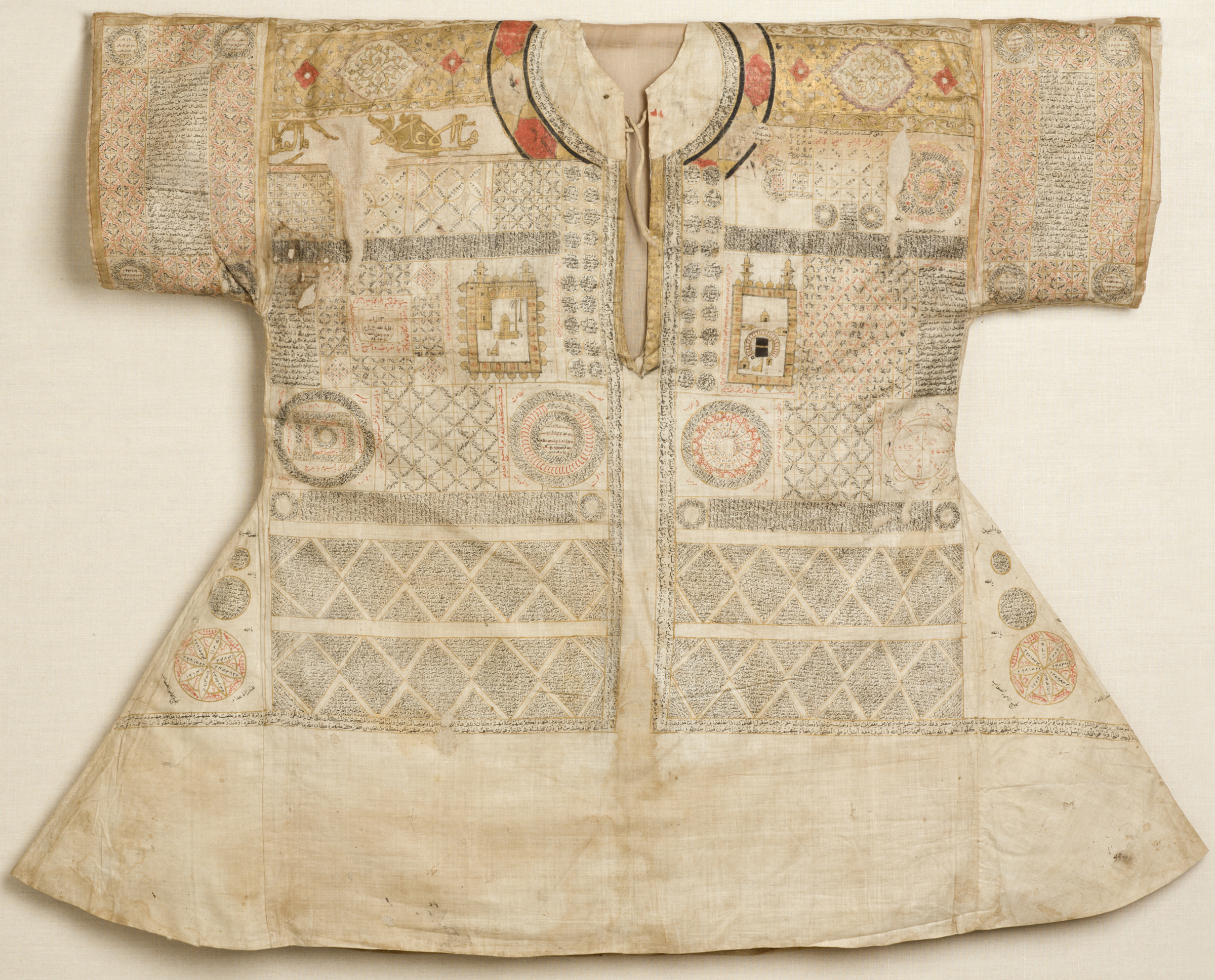
قميص منقوش عليه آيات قرآنية، وأسماء الله الحُسنى، وصلوات إلى جانب تصوير الحرمين. تركيا، القرن الثامن عشر

### المخطوطات والرسوم

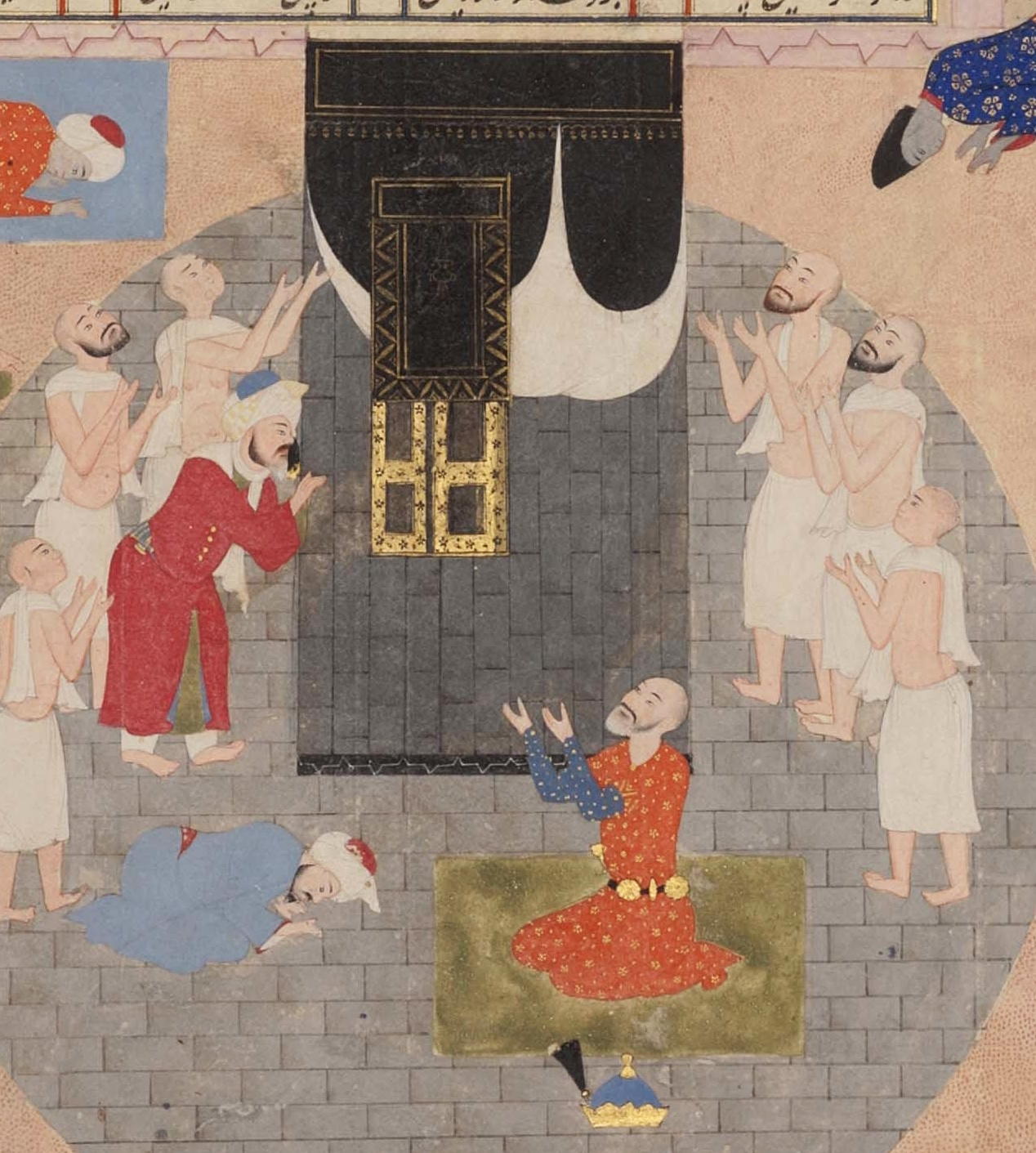
الإسكندر الأكبر عند الكعبة، في ورقة من الشاهنامه ، شيراز ، منتصف القرن السادس عشر

تتضمن المجموعة ورقة من مخطوطة من القرن السادس عشر لكتاب الملوك شاهنامه للفردوسي (تصور الإسكندر الأكبر راكعًا في الصلاة عند الكعبة بين الحجاج الآخرين. غالبًا ما يُصوَّر في الإسلام على أنه يؤدي فريضة الحج.
أنيس الحُجاج (رفيق الحاج) هو سرد للقرن السابع عشر لحج قام به صافي بن فالي، أحد مسؤولي البلاط المغولي ، عام 1677. تقدم الوثيقة نصائح للحجاج حول الرحلة. بالإضافة إلى عرض الرسوم البيانية لطرق وأماكن الحج، فإن الرسوم التوضيحية تصور بألوان زاهية للحجاج الذين يسافرون ويعيشون معًا في المخيمات ويشاركون في مناسك الحج. تتضمن مجموعة خليلي نموذجًا يُعتقد أنه نشأ من ولاية غوجارات، ويتألف من 23 صحيفة بما في ذلك تسع صفحات في نصف صفحة وإحدى عشرة صفحة كاملة. دليل آخر مٌنير الحجاج هو فتوح الحرمين لمٌحي الدين لاري. تحتوي المجموعة على نماذج من القرن السادس عشر في مكة المكرمة وأواخر القرن الثامن عشر أو التاسع عشر من الهند.

على الرغم من أنه من النادر أن تتضمن المصاحف صورًا للأماكن المقدسة في مكة المكرمة والمدينة المنورة، إلا أن المجموعة تتضمن أمثلة من أواخر القرن الثامن عشر تفعل ذلك. دليل الخيرات لمحمد الجزولي هو كتاب مشهور للغاية. يتضمن المجموعة نماذج متعددة مضاءة برسوم بيانية للأماكن المقدسة. يُفترض أنه أحد الأمثلة في أواخر القرن الثامن عشر أو أوائل القرن التاسع عشر وهو مصدر زوج من الصفحات المنفصلة التي تصور الحرمين الشريفين في مكة والمدينة.

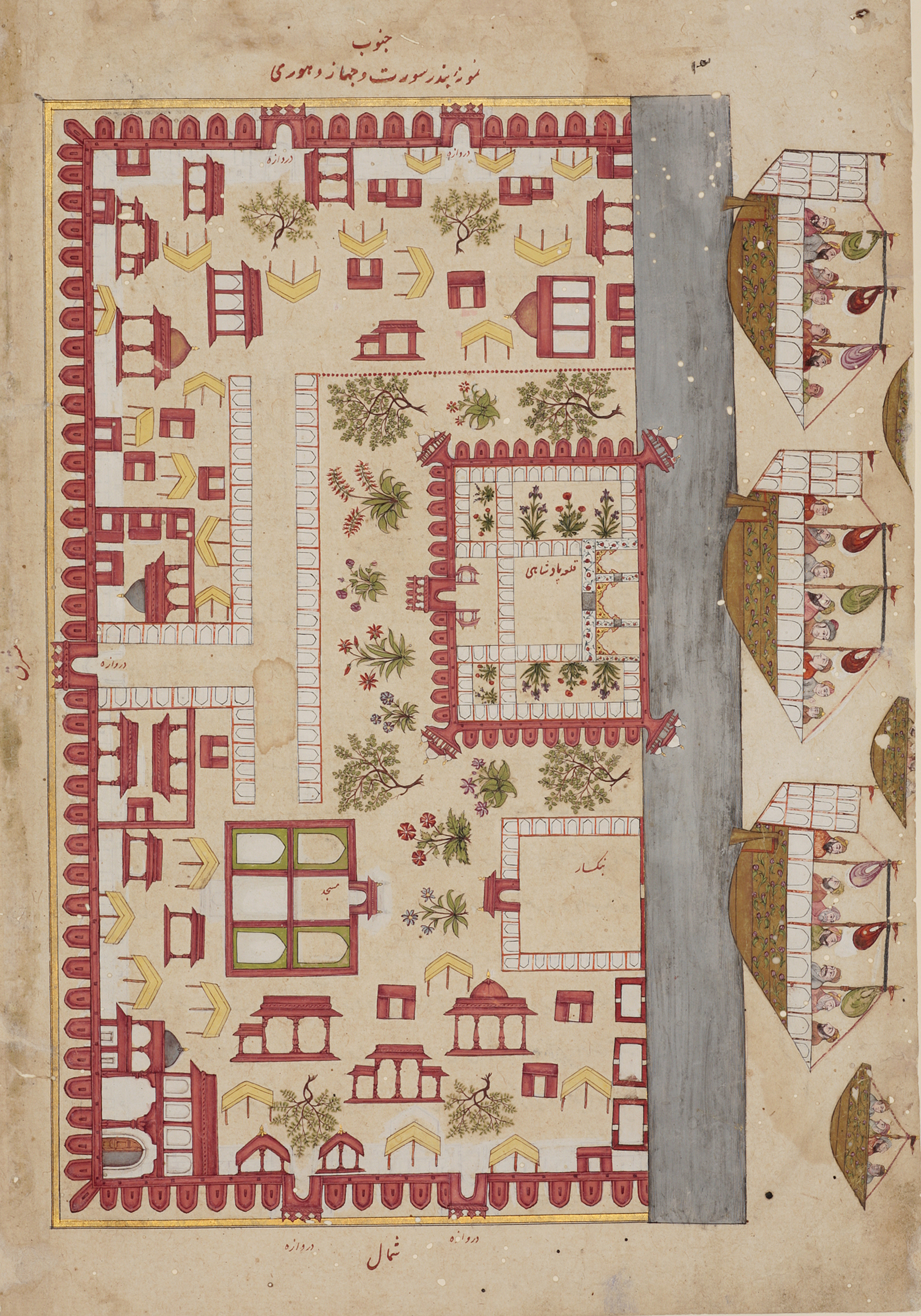
ورقة من أنيس الحجاج يعرض مخطط ميناء سورت . ربما غوجارات ، حوالي 1677–1680
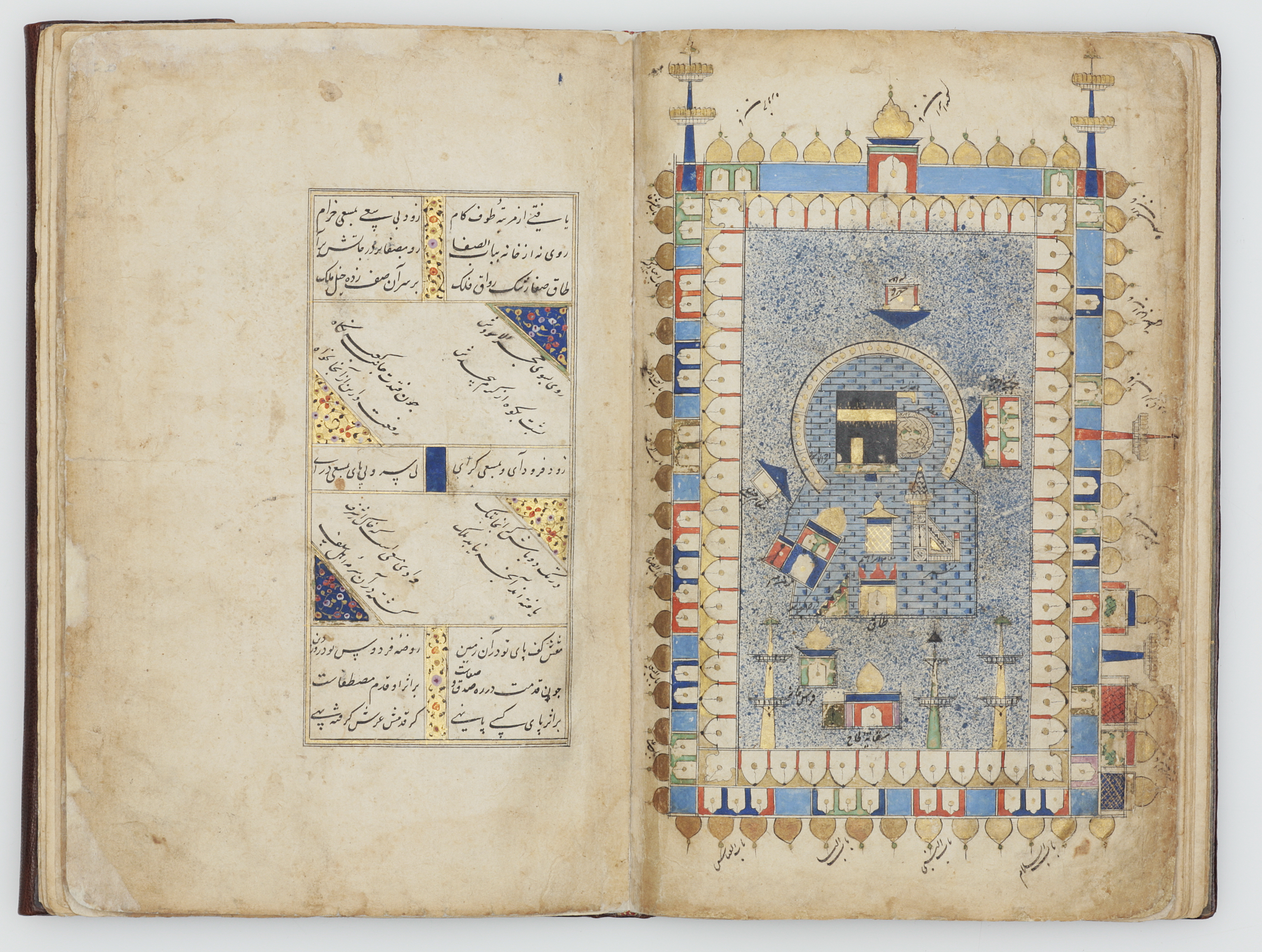
الجامع الكبير المصور في فتوح الحرمين عام 1582
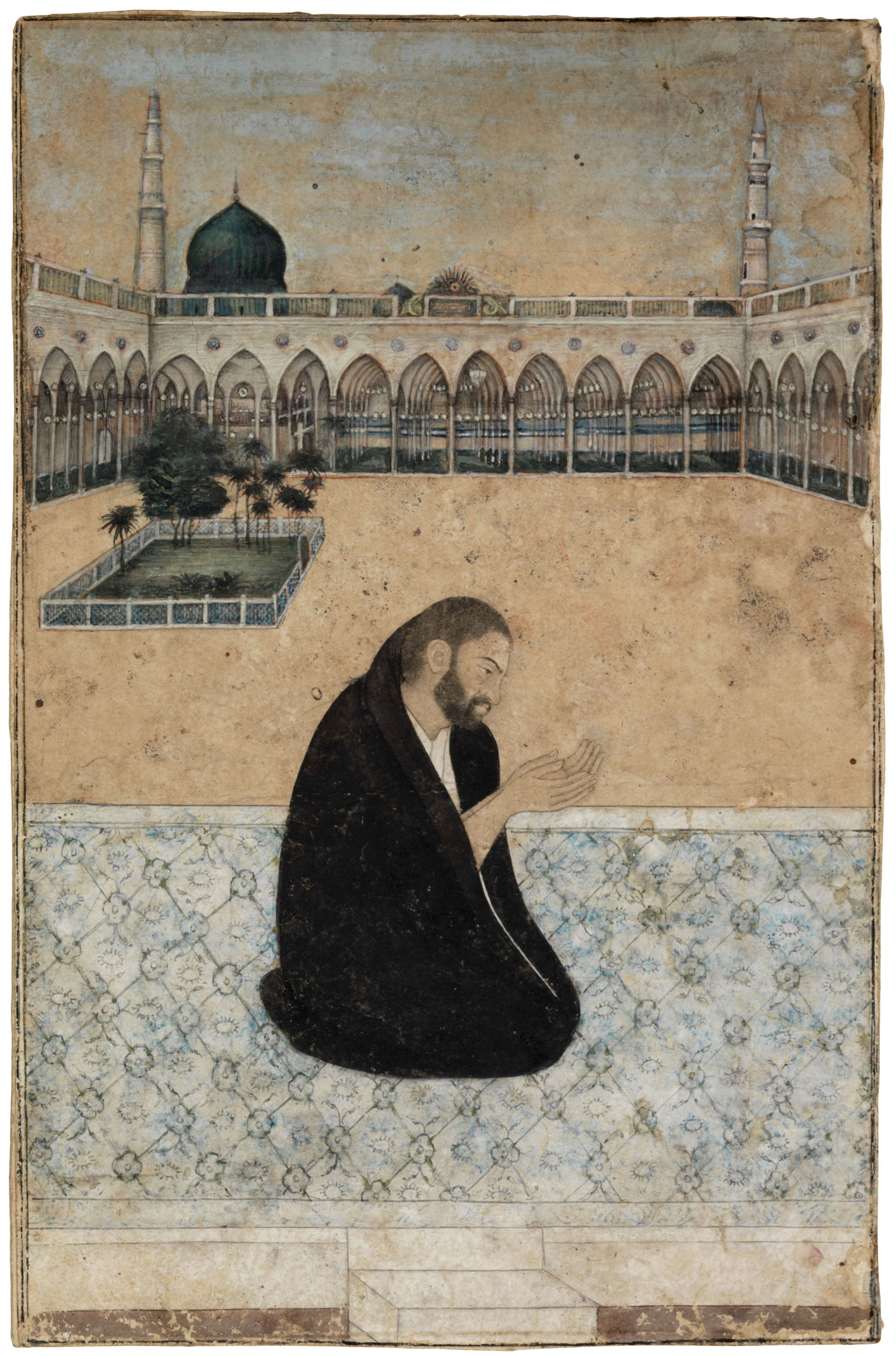
المتصوف ميان مير يصلي في المدينة المنورة. القرن الثامن عشر

### الرسوم التوضيحية والصور الفوتوغرافية

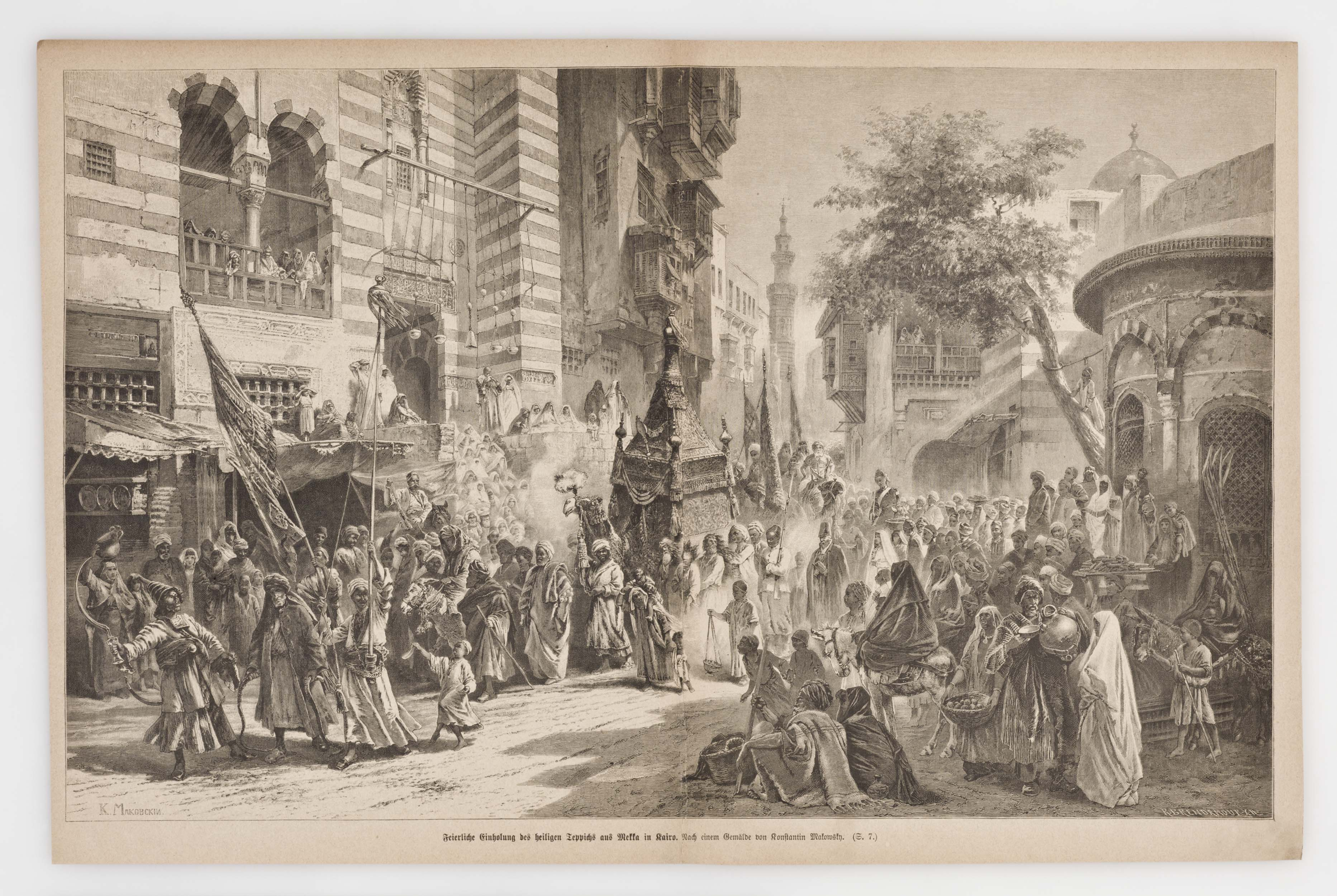
عودة المحمل من مكة إلى القاهرة. ألمانيا 1893

منظر بانورامي لمكة يعود تاريخه إلى حوالي عام 1845 هو أقدم تصوير دقيق معروف للمنطقة المحيطة بالمسجد الحرام. الرسام محمد عبد الله من دلهي، كان حفيد مزار علي خان، فنان البلاط لمحمد بهادر شاه، آخر إمبراطور لسلاطين مغول الهند. تضم المجموعة من أقدم الصور المعروفة لمكة والحج، والتي التقطها محمد صادق، المصور المصري المولد والذي كان أيضًا أمين صندوق قافلة الحج المصرية. في عامي 1880 و 1881، استخدم محمد صادق التصوير باستخدام لوح فوتوغرافي لالتقاط الكعبة والأماكن المقدسة الأخرى في مكة والمدينة وجبل عرفات ومنى. ومن بين المصورين الآخرين في المجموعة كريستيان سنوك هرخرونيه، وهو أول أوروبي يصور مكة، وعبد الغفار، الطبيب المكي الذي كان أول شخص محلي يصور المسجد الكبير. كان صفوح عزت نعماني (1926-2015) أول من صور مكة من الجو وتضم المجموعة صورة جوية من عام 1966، تُظهر الغطاء الجديد لتلال الصفا والمروة التي يتنقل الحجاج بينها.
استمر الفن المستوحى من الحج حتى القرن الحادي والعشرين. أحد هذه الأعمال هو الحفر الضوئي للفنان أحمد ماطر بعنوان المغناطيسية من الأول إلى الرابع. باستخدام برادة الحديد والمغناطيس، ابتكر ماطر مشهدًا متمركزًا على مكعب أسود يستحضر بصريًا الحجاج الذين يتجولون حول الكعبة.

### العملات المعدنية والميداليات

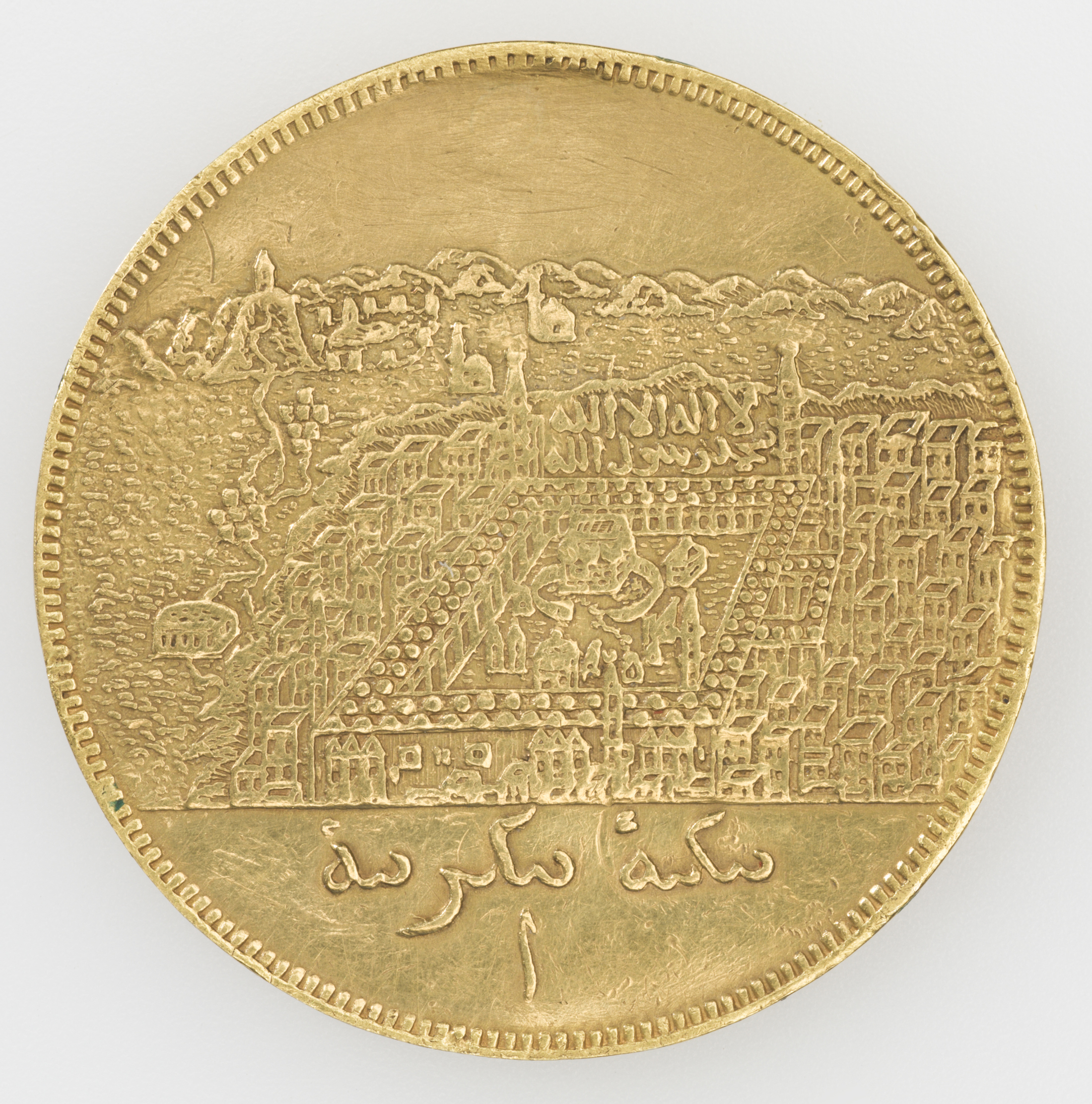
ميدالية تطل على مكة والمدينة ، ضربت حوالي عام 1845 ، تركيا أو الحجاز

تتراوح العملات المعدنية في المجموعة من العصر العباسي في القرن السابع إلى العصر الحديث. تم ضرب العديد منها في مكة أو في مكان آخر في المملكة العربية السعودية. أقدم دينار ذهبي من عام 105 هـ (723-4 م) ضرب في «لأمير المؤمنين في الحجاز».

### أشياء أخرى
تم استخدام أنواع أخرى من الأشياء في المجموعة أثناء الحج، أو تصور الأماكن المقدسة، أو شعائر الحج. هناك قوارير ماء يحملها الحجاج، وشهادات حج. توجد أدوات علمية منها بوصلة القبلة (لإيجاد اتجاه مكة) مزينة برسوم تخطيطية للكعبة المشرفة. توجد الحلية الشريفة(أعمال فنية خطية تتعلق بالإسلام وصفات النبي محمد) من تركيا العثمانية. بعد الاستقلال في عام 1947، أصدر بنك الدولة الباكستاني الأوراق النقدية للحج. هذا جعل تحويل العملة أسهل للحجاج ومنح البنوك مزيدًا من السيطرة على عملتها. تحتوي المجموعة على أمثلة من باكستان والهند.

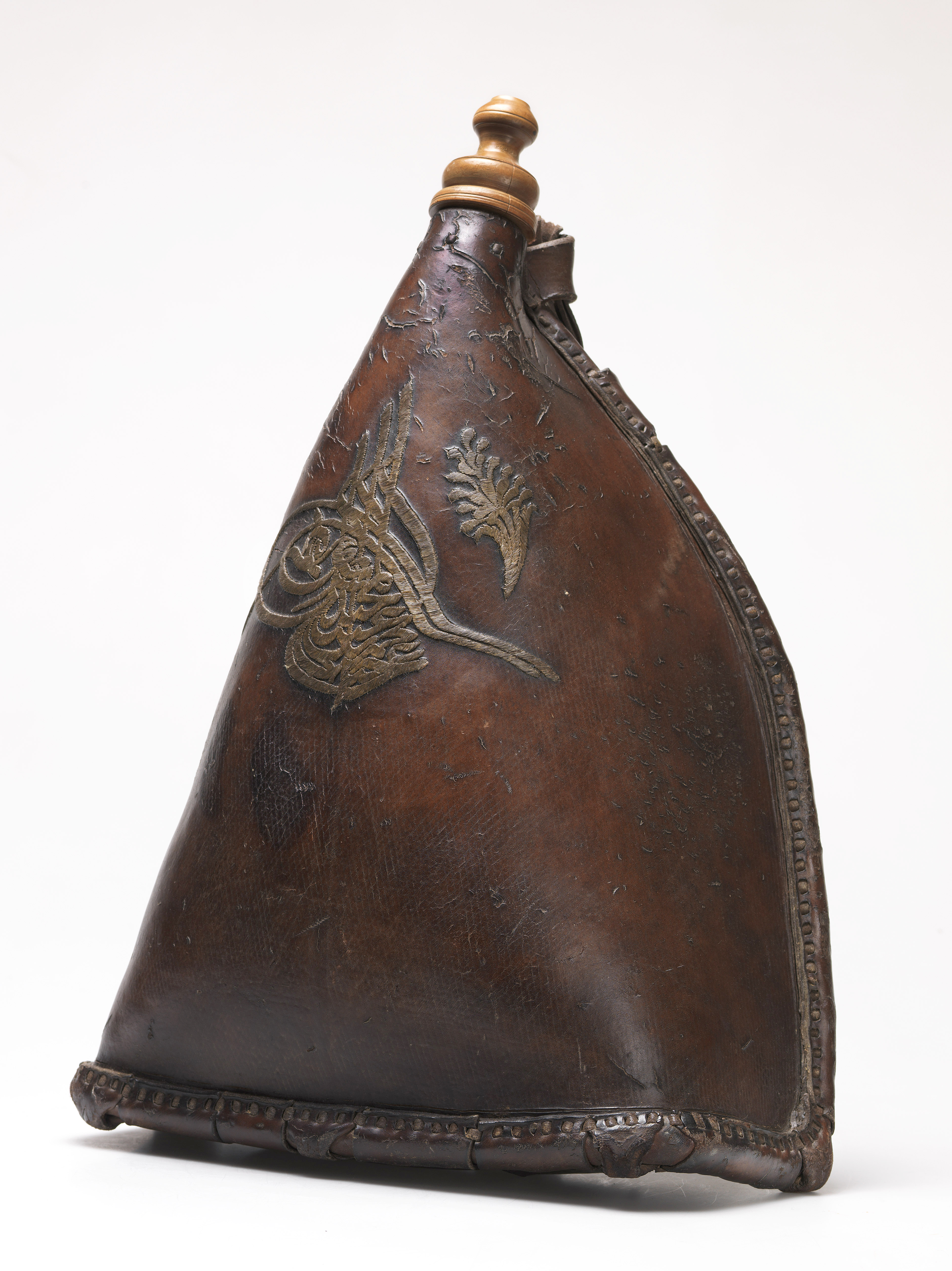
قارورة مياه حاج إمبراطوري، تركيا، القرن التاسع عشر
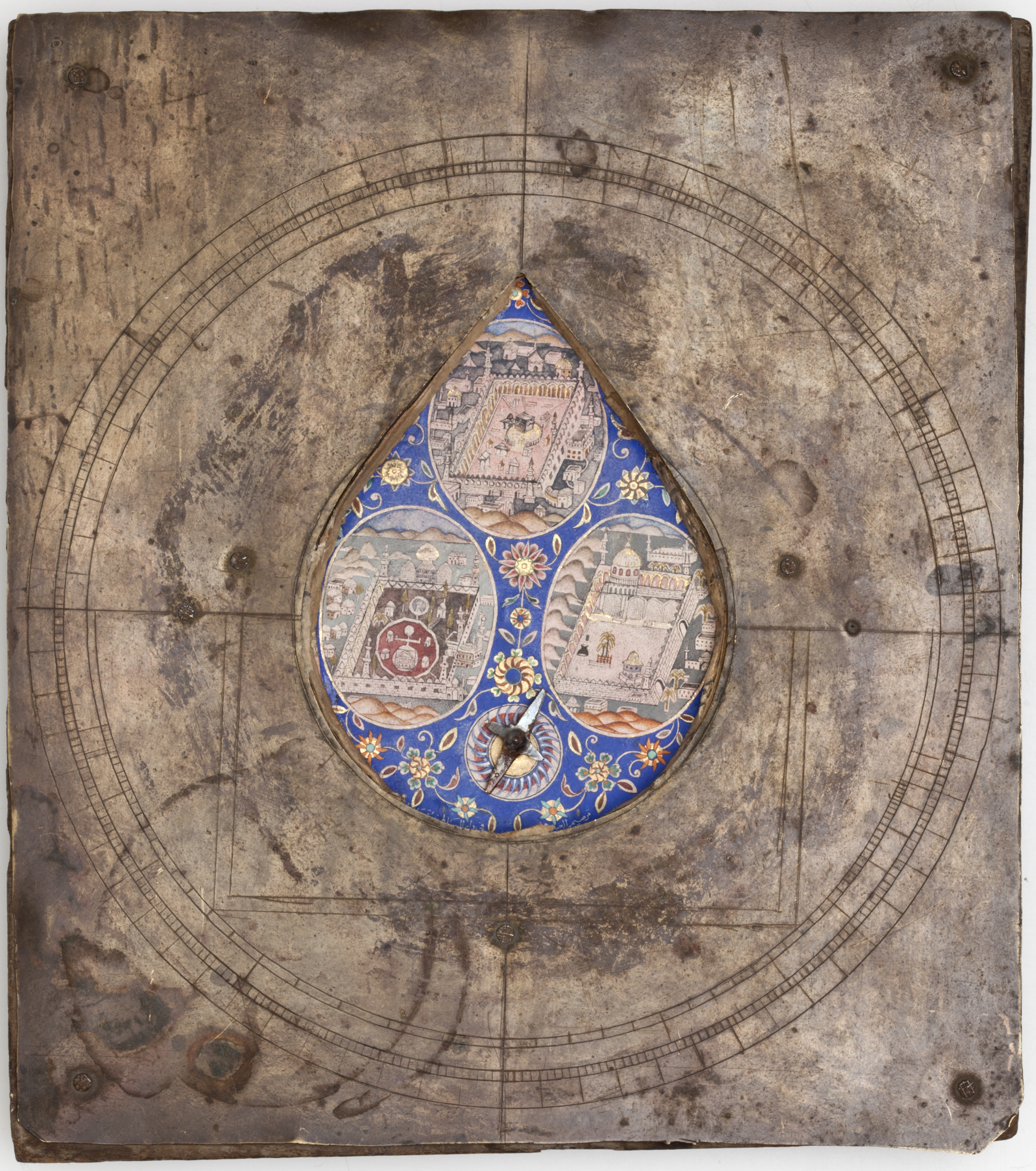
بوصلة القبلة ، اسطنبول ، القرن الثامن عشر - أوائل القرن التاسع عشر
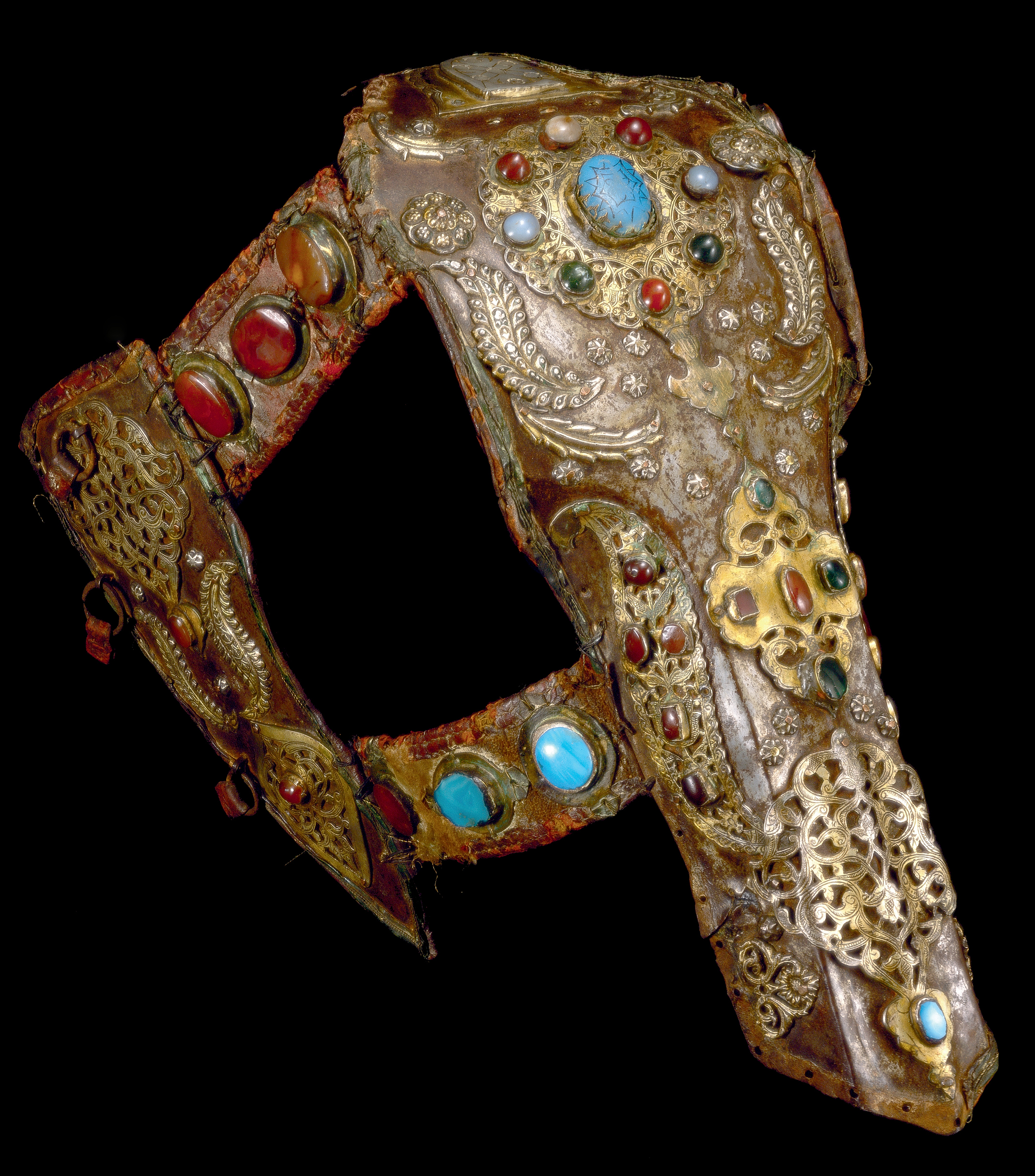
شامفرون (لوجه حصان) ، القرن الثامن عشر
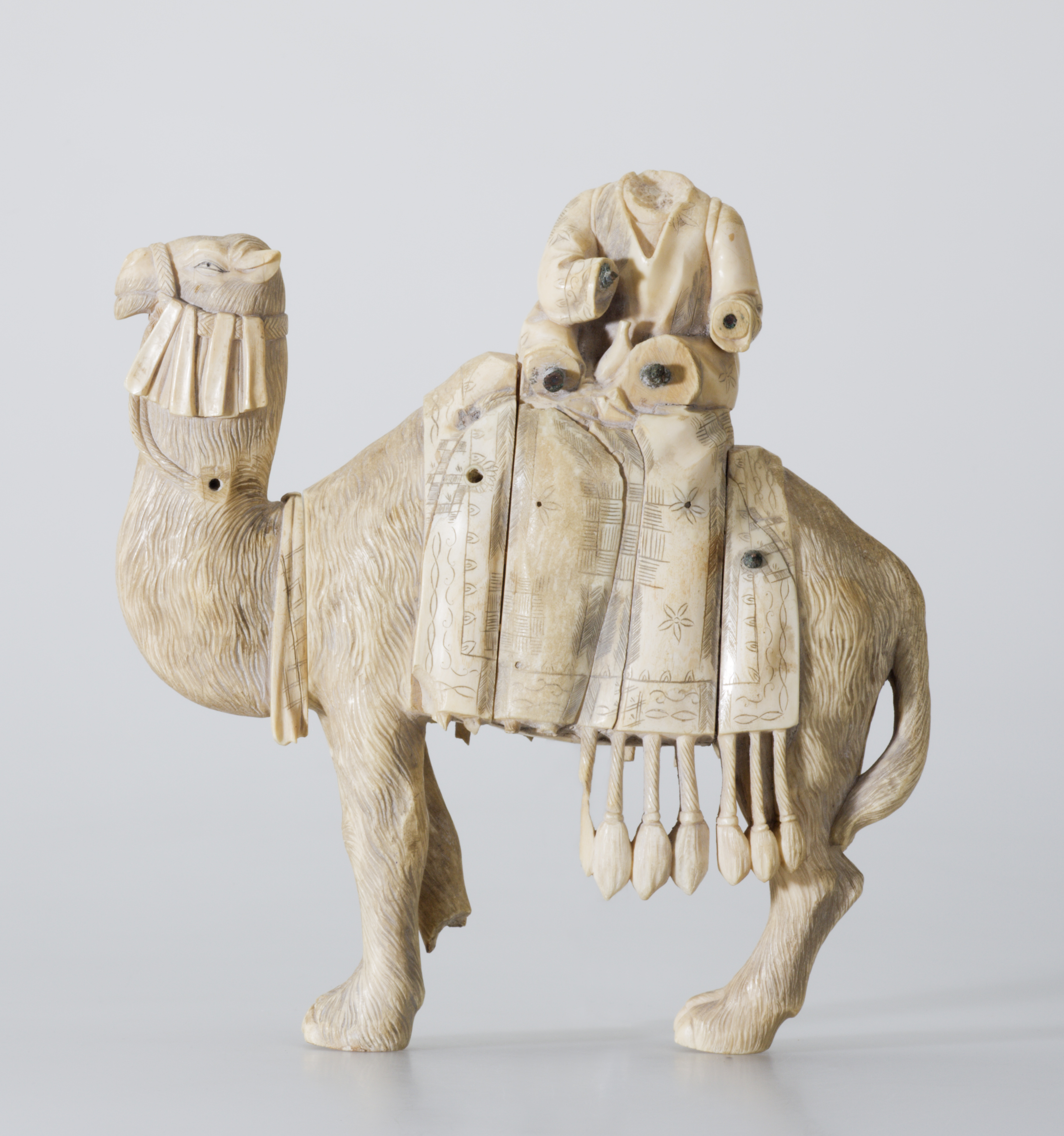
تمثال صغير لجمل وراكب، الشرق الأوسط، القرن الثامن إلى التاسع

## الرقمنة
في عام 2021، تم رقمنة عشرات العناصر في المجموعة بواسطة Google Arts & Culture ، مما أدى إلى إنشاء صور جيجابيكسل. تم دمجها مع الصور الرقمية الخاصة بالمجموعة لإنتاج معرض عبر الإنترنت يمكن للقراء فيه تكبير التفاصيل الدقيقة للغاية.

## روابط خارجية
- الموقع الرسمي
- تاريخ مرئي للحج:[وصلة مكسورة] معرض في Google Arts & Culture
- فيديو قصير عن المجموعة